# Константиново (Кашинский район)
Константиново — деревня в Кашинском городском округе Тверской области России. 

## География
Деревня находится на берегу реки Кашинка в 22 км на север от города Кашина.

## История
В 1844 году в селе была построена каменная Вознесенская церковь с 4 престолами, метрические книги с 1780 года. 
В конце XIX — начале XX века село входило в состав Ванчуговской волости Кашинского уезда Тверской губернии. 
С 1929 года деревня входила в состав Бузыковского сельсовета Кашинского района Кимрского округа Московской области, с 1935 года — в составе Калининской области, с 1994 года — в составе Пестриковского сельского округа, с 2005 года — в составе Пестриковского сельского поселения, с 2018 года — в составе Кашинского городского округа.

## Население
| 1859 | 2002 | 2010 |
| ---- | ---- | ---- |
| 42   | ↘1   | ↘0   |